# Station Sachsenheim
Station Sachsenheim is een spoorwegstation in de Duitse plaats Sachsenheim.   